# St Clement Danes

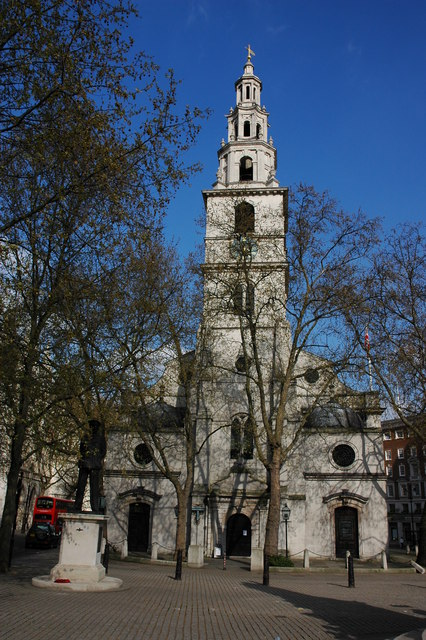
St Clement Danes

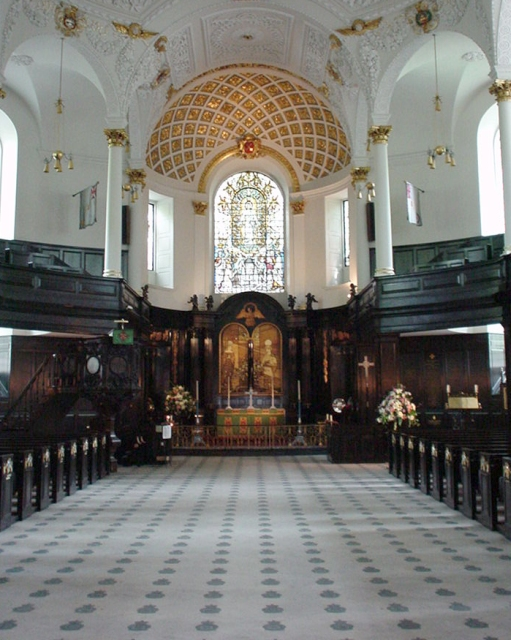
Blick auf den Altarraum

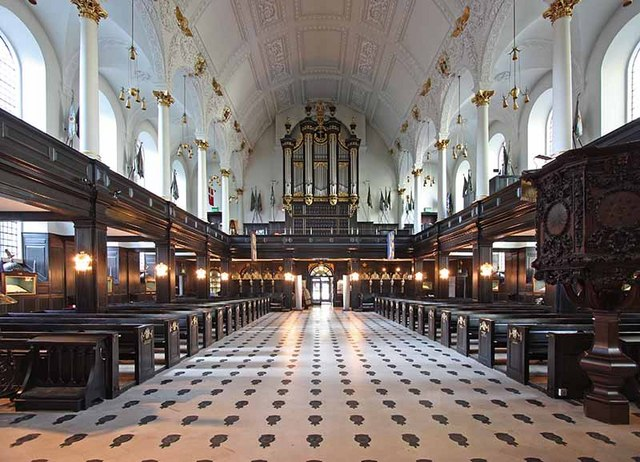
Blick durch das Kirchenschiff

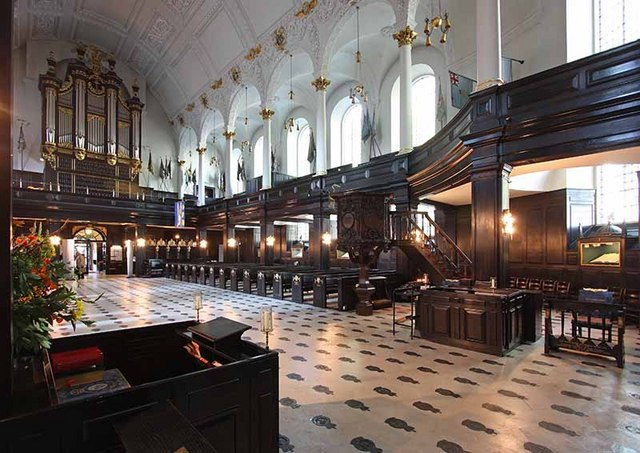
Kirchenschiff mit Seitenemporen

St Clement Danes ist eine anglikanische Kirche in der City of Westminster, London. Sie ist in der Nähe der Royal Courts of Justice auf der Strand zu finden. Die Kirche wurde 1682 von Sir Christopher Wren fertiggestellt.
Die Kirche taucht auch in dem Kinderreim Oranges and Lemons, say the bells of St Clements auf, auch die Glocken der Kirche spielen die dazu passende Melodie. St Clement Eastcheap, in der City of London, reklamiert für sich den gleichen Anspruch. Im Gegensatz zu St Clement Eastcheap wurde auf dem Kirchhof von St Clement Danes Obst gelagert, welches gelegentlich durch die Church Wardens an bedürftige Kinder vergeben wurde. Dieser Brauch wird auch heute noch gelebt. Die Kirche ist neben St Mary le Strand eine von zwei Inselkirchen auf der Strand.

## Geschichte
Die Gründung der Kirche geht auf eine dänische Besiedlung des 9. Jahrhunderts zurück, die am Strand bestand. Sankt Clemens ist zudem der Schutzpatron der Seefahrt. König Harald I. wurde hier begraben.
In normannischer Zeit entstand ein romanischer Neubau, deren Krypta 1942 bei Ausgrabungen unter der Kirche entdeckt wurde. Die im Perpendicular Style errichtete spätmittelalterliche Kirche wurde 1640 teilweise erneuert. Aus dieser Zeit stammt vermutlich das nachgotische Maßwerkfenster im Westturm, der im Kern noch dem 15. Jahrhundert angehört.
Beim Großen Brand von London 1666 wurde die Kirche zerstört und anschließend von 1680 bis 1682 von Christopher Wren durch einen Neubau als Emporenhalle mit korinthischen Säulen ersetzt. Das Mittelschiff ist tonnengewölbt, die Seitenschiffe kreuzgratgewölbt, wobei der Innenausbau aus statischen wie finanziellen Gründen als stuckierte Holzkonstruktion ausgeführt wurde. Anders als bei den Kirchenbauten Wrens sonst üblich sind die Seitenschiffe mit den Emporen umgangsartig an den Chor herangeführt, der in einer Apsis endet. Das oberste Turmgeschoss und der dreistufig aus übereinandergesetzten Oktogonen aufgebaute charakteristische Turmhelm wurde 1719 durch James Gibbs hinzugefügt.
Während der deutschen Luftangriffe 1941 wurde die Kirche fast vollständig zerstört. Lediglich die äußeren Mauern und der Turm überlebten die Bombardements. Auf der Basis von historischen Aufnahmen wurde der Innenraum 1955 bis 1958 in der alten Form rekonstruiert.
1844 wurde die St Clement Danes School in der Houghton Road, Holborn, errichtet. Dieses Gebiet gehörte schon seit 1552 zur Kirche. 1862 eröffnete die Schule und bestand an dieser Stelle bis 1928. Danach zog die Schule bis 1975 nach Shepherd’s Bush um, um dann als Gesamtschule in Chorleywood, Hertfordshire wiedereröffnet zu werden.

## Kirche der Royal Air Force
Die Royal Air Force (RAF) kümmerte sich nach dem Zweiten Weltkrieg verstärkt um die Sammlung von Spenden für den Wiederaufbau der Kirche. Durch die gesammelten Spenden wurde es möglich, die Kirche am 19. Oktober 1958 wieder zu eröffnen. Seit dieser Zeit ist die Kirche die Kirche der RAF.
Gottesdienste, die an wichtige Ereignisse der RAF erinnern, werden regelmäßig gehalten. Eine Überschrift in Latein am Eingang der Kirche wurde nach dem Wiederaufbau angebracht. Diese besagt: „Erbaut von Christopher Wren 1682. Zerstört von Blitzen des Luftkrieges 1941. Wiedererbaut durch die Royal Air Force 1958“.

### Memorials
Auf dem Boden aus irischem Schiefer der Kirche sind mehr als 800 Plaketten von RAF Kommandos, Gruppen, Stationen, Geschwadern und anderen Formationen der RAF installiert. In der Nähe des Eingangs ist ein Ring von Plaketten der Mitglieder der Commonwealth-Luftstreitkräfte, die die Plakette der RAF umringen.
Ein Denkmal für die polnischen Piloten und Geschwader, die im Zweiten Weltkrieg mithalfen, Großbritannien zu schützen und Europa wieder zu befreien, ist im Nordflügel der Kirche zu sehen.
Alle im Dienst gefallenen Mitglieder der RAF werden hier in speziellen Büchern verzeichnet. Auch die Todesdaten amerikanischer Flieger, die im Zweiten Weltkrieg im Vereinigten Königreich starben, sind hier archiviert.

### Stiftungen und Artefakte
Die Kanzel war ein Geschenk der Royal Australian Air Force, das Kreuz des Air Training Corps, der Altar von den Niederlanden.

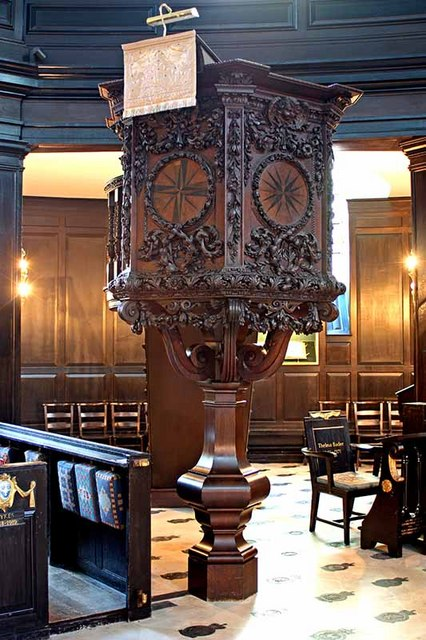
Kanzel
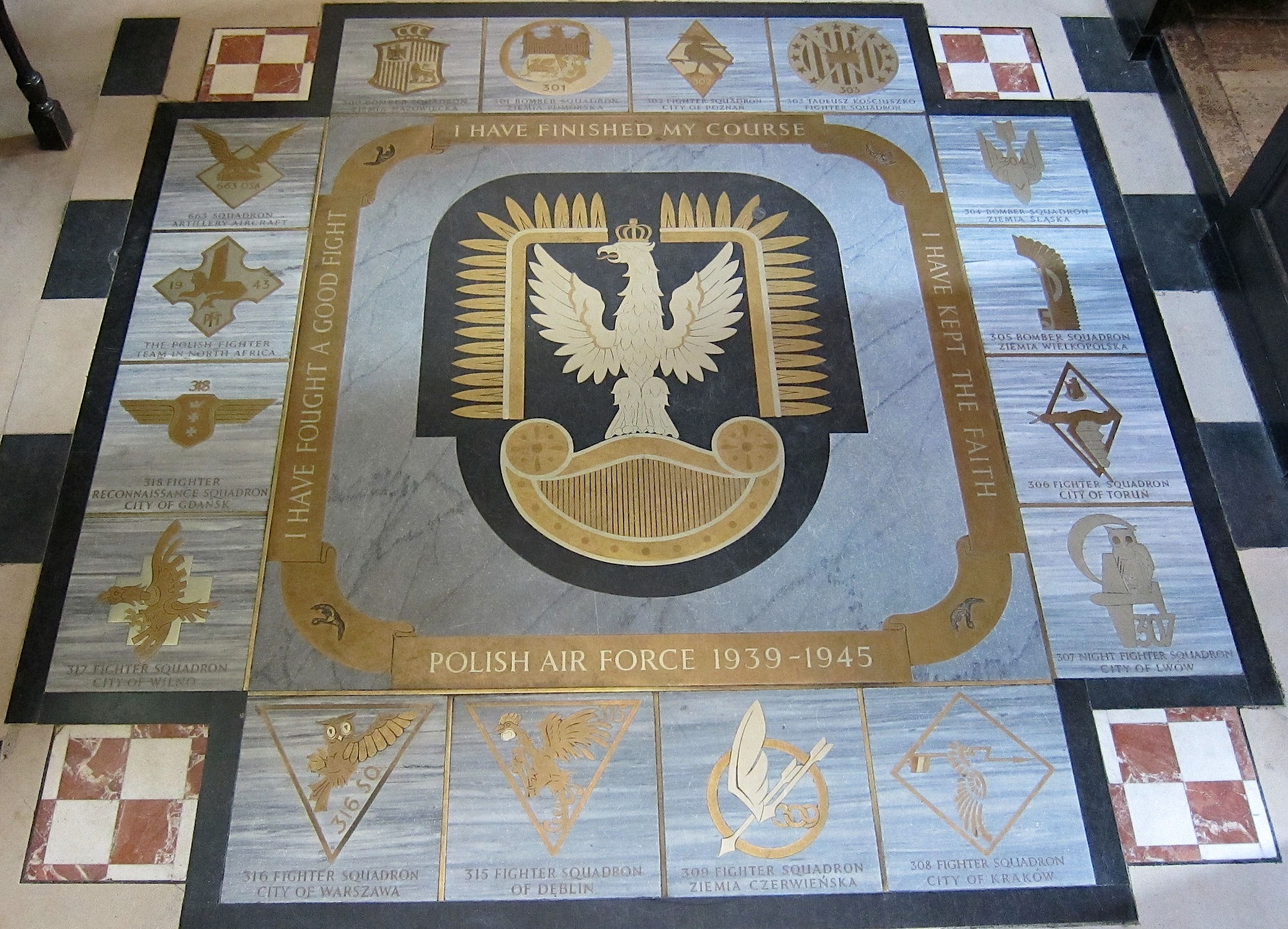
Memorial der polnischen Luftwaffe
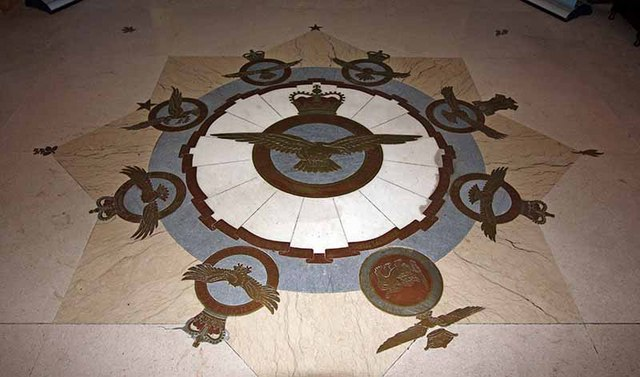
Commonwealth Air Forces Memorial (Mosaik)
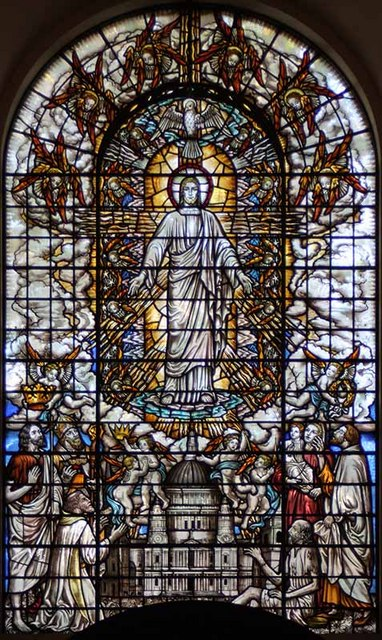
Chorfenster

### Orgel

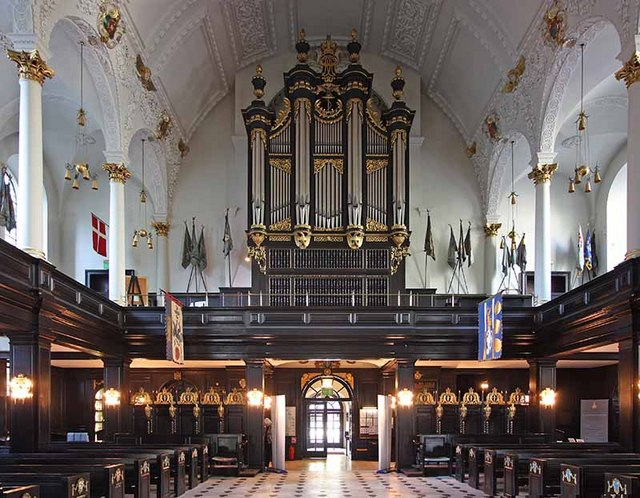
Blick auf die Orgel

Die Orgel wurde 1958 von der Orgelbaufirma Harrison & Harrison (Durham) erbaut. Das Instrument ist ein Geschenk der amerikanischen Air Force. Es hat 38 Register auf drei Manualen und Pedal. Die Trakturen sind elektro-pneumatisch.
| I Choir Organ C–c4 |       |
| Stopped Diapason   | 8′    |
| Principal          | 4′    |
| Spitzflute         | 4′    |
| Nazard             | 2 ⁄3′ |
| Octave             | 2′    |
| Tertian II         |       |
| Cimbel III         |       |
| Cremona            | 8′    |
| Tremulant          |       |

| II Great Organ C–c4 |     |
| Quintadena          | 16′ |
| Open Diapason       | 8′  |
| Spitz Flute         | 8′  |
| Octave              | 4′  |
| Rohr Flute          | 4′  |
| Flageolet           | 2′  |
| Rauschquint II      |     |
| Sesquialtera II     |     |
| Mixture IV-V        |     |
| Cornet V            | 8′  |

| III Swell Organ C–c4 |       |
| Rohr Flute           | 8′    |
| Salicional           | 8′    |
| Celeste              | 8′    |
| Principal            | 4′    |
| Open Flute           | 4′    |
| Spitzflute           | 2′    |
| Larigot              | 1 ⁄3′ |
| Sesquialtera II      |       |
| Mixture IV           |       |
| Fagotto              | 16′   |
| Trumpet              | 8′    |
| Tremulant            |       |

| Pedal Organ C–f1 |     |
| Open Diapason    | 16′ |
| Sub Bass         | 16′ |
| Octave           | 8′  |
| Stopped Flute    | 8′  |
| Bass Recorder    | 4′  |
| Open Flute       | 2′  |
| Trombone         | 16′ |
| Trumpet          | 8′  |
| Shawm            | 4′  |

### Statuen
Außerhalb der Kirche befinden sich zwei Statuen früherer Führer der Royal Air Force, nämlich von Arthur Harris und Hugh Dowding.